# Gottfried de Admont
Gottfried de Admont, latinizado como Godefridus Admotensis y fallecido el 25 de junio de 1165, fue un predicador y teólogo monástico austriaco, abad benedictino de la Abadía de Admont desde 1137 hasta su muerte.
Se le considera un reformador de su monasterio, que llevó a un gran florecimiento, y fundó la llamada "Escuela de Admont"; se le atribuye también la mejora de la biblioteca abacial. En su tiempo fue una figura influyente.
Se le atribuyen muchas homilías exegéticas. Le sucedió como abad su hermano Irimbert, quien quizá pudo haber escrito parte de lo que se conserva con su nombre.